# Nakamikado Tennō
Nakamikado Tennō (中御門天皇?) (14 de enero de 1702-10 de mayo de 1737) fue el 114° emperador de Japón, de acuerdo al orden tradicional de sucesión. Reinó del 27 de julio de 1709 al 13 de abril de 1735.
Como emperador, Nakamikado tenía una relación cada vez más cálida con el shogunato, en parte debido a los esfuerzos de su padre. Las relaciones se calentaron hasta el punto de las conversaciones sobre el matrimonio familiar, pero estas fracasaron debido a la repentina muerte del posible novio Shōgun. Los eventos que rodearon al Emperador incluyeron al menos 2 terremotos importantes, la misión diplomática Ryukyuan más grande del período Edo, las Reformas Kyōhō y la hambruna Kyōhō. No está claro qué papel tuvo el Emperador en estos eventos concurrentes, ya que el papel de "Emperador" era una figura decorativa en ese momento. La familia de Nakamikado incluía al menos 14 niños criados por su esposa y 5 concubinas. Nakamikado abdicó al trono en 1735 a favor de su primer hijo, y murió dos años después.

## Primeros años

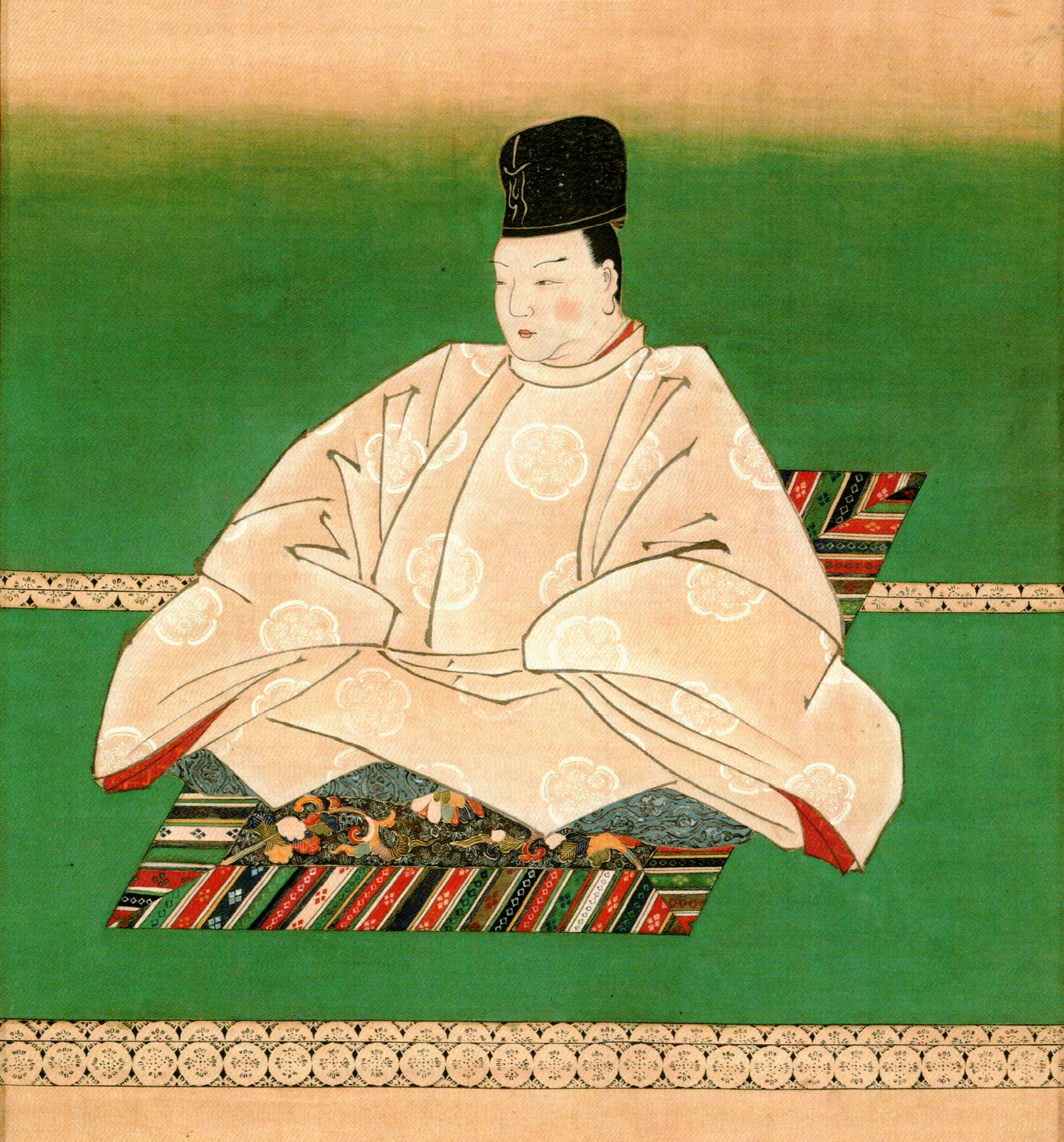
Emperador Higashiyama, padre y predecesor de Nakamikado

Antes de la ascensión de Nakamikado al Trono del Crisantemo, su nombre personal (imina) era Yasuhito (慶 仁). Yasuhito nació el 14 de enero de 1702 y era el quinto hijo del emperador Higashiyama, mientras que su madre biológica era una dama de honor llamada Kushige Yoshiko. Debido a la tradición, fue educado como si fuera el hijo de la consorte Emperatriz (Arisugawa no Yukiko). La familia imperial de Yasuhito vivía con él en el Dairi del Palacio Heian. Los primeros años de la vida de Yasuhito estuvieron marcados por desastres e incidentes que incluyeron dos grandes terremotos y un complot de venganza que involucraba a samurai sin líder para vengar a su maestro caído. Los dos terremotos más importantes que ocurrieron fueron en 1703, y luego nuevamente en 1707. El primero de ellos es el terremoto de Genroku en 1703, que causó el colapso de partes del castillo de shōgun en Edo. La ciudad fue consumida por un gran incendio que se extendió por la ciudad al día siguiente. En respuesta, el nombre de la era fue cambiado a Hōei (que significa "Eternidad próspera") el año siguiente con la esperanza de una mejor fortuna. El segundo terremoto (terremoto de 1707 Hōei) causó graves daños y sufrimiento a la ciudad de Osaka. El monte Fuji también hizo erupción ese mismo año causando que cayeran cenizas sobre las provincias de Izu, Kai, Sagami y Musashi. En 1708, Yasuhito se convirtió en Príncipe Heredero y recibió el título de preadhesión de Masu-no-miya (長 宮). En una nota particular, Shōgun Tokugawa Tsunayoshi designó una comisión para reparar y restaurar mausoleos imperiales poco antes de su muerte el 19 de febrero de 1709.

## Reinado
En 1708, se convirtió en príncipe heredero. En 1709, después de la abdicación del Emperador Higashiyama, se convirtió en emperador. Debido a su juventud, primero su padre, el retirado Emperador Higashiyama, y luego su abuelo, el retirado Emperador Reigen reinaron por él. Si bien tenía el título político de Emperador, era solo de nombre ya que los shogunes de la familia Tokugawa controlaban Japón. Debido a su corta edad en ese momento, los poderes imperiales fueron ejercidos en su nombre por su ahora retirado padre, el emperador Higashiyama. El 16 de enero de 1710 murió Higashiyama, y las potencias imperiales ahora se ejercitaron en nombre de Nakamikado por su abuelo también retirado, el Emperador Reigen. Los eventos que tuvieron lugar durante este tiempo de transición incluyeron una misión diplomática de Ryukyuan, que duró del 7 de julio de 1710 al 22 de marzo de 1711. Esta misión en particular fue dirigida por el Rey Shō Eki del Reino de Ryūkyū y fue recibida por el shogunato. Si bien esta misión no concierne al joven príncipe, esta fue la delegación más grande en el período Edo con 168 personas involucradas.

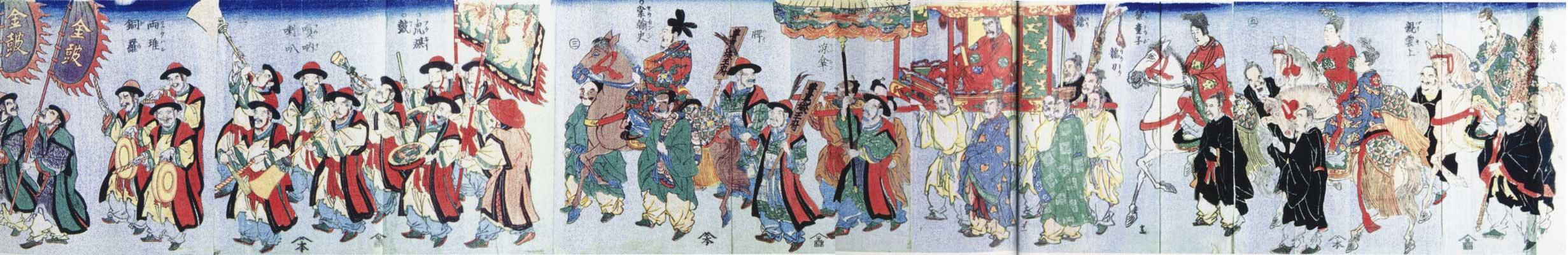
Misión diplomática del Reino de Ryukyu, en el año 1832

Nakamikado fue entronizado formalmente como Emperador en 1711, y el nombre de la era cambió de Hōei a Shōtoku. Su reinado correspondería al período del sexto shogun Tokugawa Ienobu al octavo shōgun Tokugawa Yoshimune. Durante este período, las relaciones con el shogunato Tokugawa fueron bastante buenas en parte debido a la cálida relación del exemperador Higashiyama con sus predecesores. Las relaciones se calentaron hasta el punto de las conversaciones matrimoniales entre la princesa imperial Yaso-no-miya Yoshiko (八十 宮 吉 子 内 親王), hija del emperador retirado Reigen y el séptimo shōgun, Tokugawa Ietsugu. Estos planes luego se volvieron irrelevantes con la repentina muerte de Ietsugu a la edad de seis años en Edo. El 20 de abril, se celebraron 1715 celebraciones en todo el imperio con respecto al centenario de la muerte del shōgun fundador Tokugawa Ieyasu (conocido póstumamente como Gongen-sama). Después de la muerte de Tokugawa Ietsugu en 1716, Tokugawa Yoshimune se convirtió en el próximo shogun. Implementó las reformas de Kyōhō al año siguiente que finalmente resultaron en un éxito parcial. Si bien el Emperador no tenía voz en estas reformas, Yoshimune hizo reparar el mausoleo imperial en 1718.
Los siguientes años del reinado de Nakamikado vieron la implementación de las reformas del shogun, para 1730 el shogunato reconoció oficialmente el Mercado del Arroz Dojima en Osaka; y los supervisores gubernamentales (nengyoji) son nombrados para monitorear el mercado y recaudar impuestos. Las transacciones relacionadas con los intercambios de arroz se convirtieron en intercambios de valores, utilizados principalmente para transacciones en valores públicos. Este desarrollo de una producción agrícola mejorada hizo que el precio del arroz cayera en Kyohō. Factores intervinientes como el hambre, las inundaciones y otros desastres exacerbaron algunas de las condiciones que el shōgun pretendía mejorar. El 3 de agosto de 1730 estalló un gran incendio en Muromachi, se quemaron 3,790 casas y se destruyeron más de 30,000 telares en Nishi-jin. La gran hambruna de Kyōhō comenzó en 1732 y duró hasta 1733, debido a plagas de langostas que devastaron los cultivos en las comunidades agrícolas alrededor del mar interior.

## Abdicación y Muerte

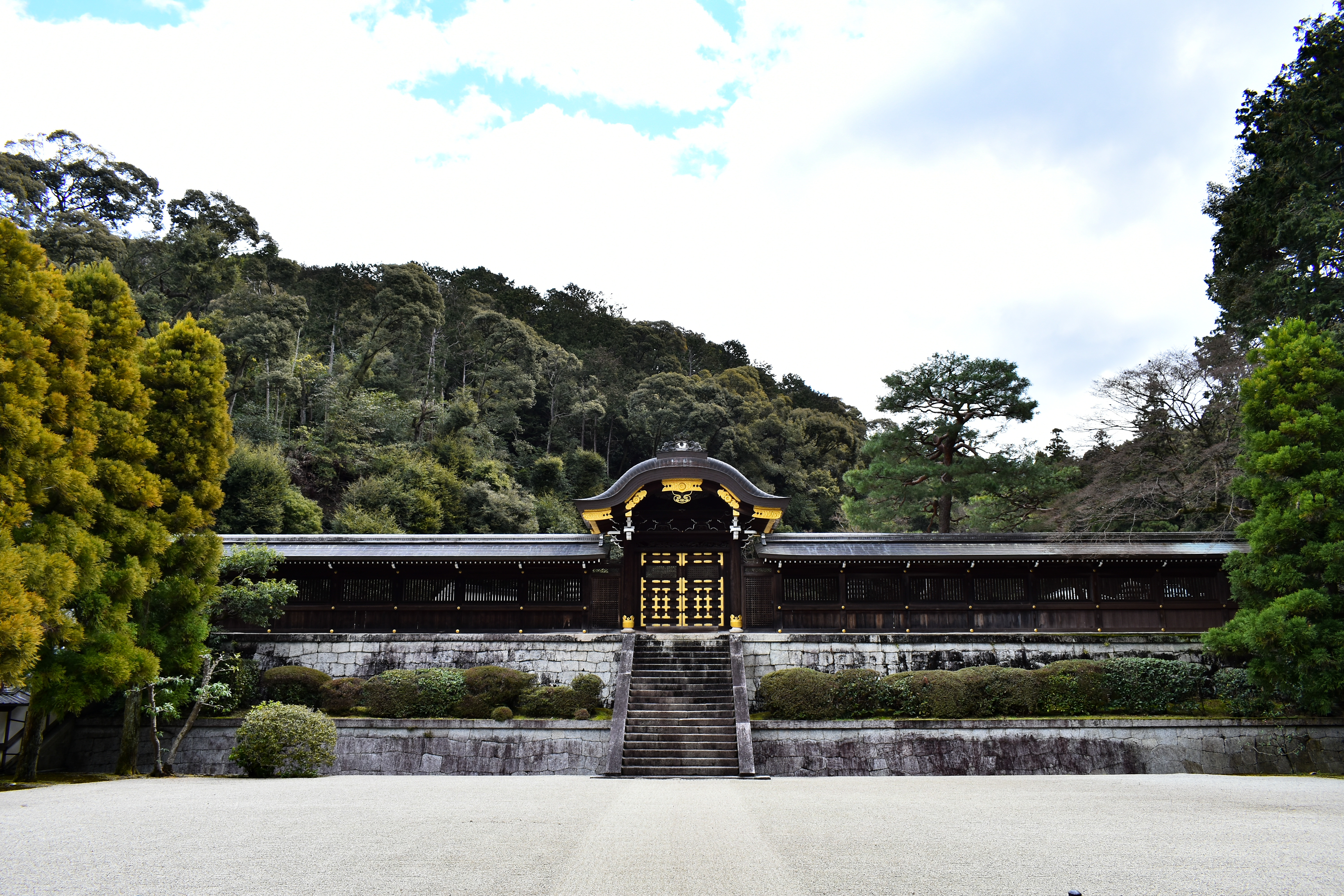
Mausoleo Imperial Tsukinowa no Misasagi, en el interior de Sennyu-ji

El emperador Nakamikado abdicó el 13 de abril de 1735 a favor de su hijo Teruhito, quien se convirtió en el emperador Sakuramachi. Nakamikado asumió el título de Daijō Tennō (Emperador retirado), y el nombre de la era fue cambiado a Genbun (que significa "civilidad original") para marcar la ocasión. A pesar de que estaba retirado, Nakamikado continuó ejerciendo poderes imperiales de la misma manera que lo hicieron sus predecesores. Si bien el Emperador no tenía nada que decir, se produjo un hito importante en la historia monetaria japonesa cuando el shogunato publicó un edicto en 1736 sobre las monedas. Este edicto declaró que, en adelante, las monedas autorizadas en el imperio serían aquellas monedas de cobre que estaban marcadas en el anverso con el carácter 文 (Genbun, también pronunciado bollo en japonés). La práctica de colocar el nombre de la era en la moneda continúa hasta nuestros días con el emperador retirado Akihito (平 成).
Nakamikado murió en 1737 debido a causas desconocidas, su kami está consagrado en un mausoleo imperial (misasagi), Tsuki no wa no misasagi, en Sennyū-ji en Higashiyama-ku, Kioto. También están consagrados en esta ubicación sus predecesores imperiales inmediatos desde el emperador Go-Mizunoo: Meishō, Go-Kōmyō, Go-Sai, Reigen y Higashiyama. Los sucesores imperiales inmediatos de Nakamikado, incluidos Sakuramachi, Momozono, Go-Sakuramachi y Go-Momozono, también están consagrados aquí.

## Eras de su Reinado
Los años del reinado de Nakamikado se identifican más específicamente por más de un nombre de era o nengō. Las siguientes eras ocurrieron durante el reinado de Nakamikado:
- Hōei (1704–1711)
- Shōtoku (1711–1716)
- Kyōhō (1716–1736)

Durante el reinado de Nakamikado, este vértice del Daijō-kan incluyó:
- Kampaku (Konoe Iehiro).[2]
- Sadaijin
- Udaijin
- Naidaijin
- Dainagon

## Genealogía
Fue el quinto hijo de Higashiyama Tennō. Tuvo por lo menos 16 hijos:
- Konoe Hisako (近衛尚子)
  - Primer hijo: Príncipe imperial Teruhito (昭仁親王) (Emperador Sakuramachi)
- Shimizutani Iwako (清水谷石子)
  - Segundo hijo: Príncipe Kōjyun (公遵法親王) (sacerdote budista)
  - Cuarta hija: Princesa Michihide (理秀女王)
  - Sexta hija: Princesa Sonjō (尊乗女王)
  - Octava hija: Chika-no-miya (周宮)
- Sono Tsuneko (園常子)
  - Tercer hijo: Príncipe Cyūyo (忠與法親王) (sacerdote budista)
- ¿Siervo?: Kuze Natsuko (久世夏子)
  - Segunda hija: San-no-miya (三宮)
  - Tercera hija: Go-no-miya (五宮)
  - Quinta hija: Princesa Fusako (成子内親王))
  - Séptima hija: Princesa Eikō (永皎女王)
  - Quinto hijo: Nobu-no-miya (信宮)
- Gojō Hiroko (五条寛子)
  - Sexto hijo: Príncipe Jyun'nin (遵仁法親王) (sacerdote budista)
- Consorte: hija de Komori Yorisue
  - Primera hija: Syōsan (聖珊女王)
  - Cuarto hijo: Príncipe Ji'nin (慈仁法親王) (sacerdote budista)
- Hijos adoptivos
  - Príncipe ?? (叡仁法親王) (hijo del Príncipe imperial Arisugawa-no-miya Yorihito, 有栖川宮職仁親王) (sacerdote)
  - Príncipe ?? (公啓法親王) (hijo del Príncipe imperial Kan'in-no-miya Naohito, 閑院宮直仁親王)